# Gajapati, Belgaum
Gajapati là một làng thuộc tehsil Belgaum, huyện Belgaum, bang Karnataka, Ấn Độ.